# Shefali Alvares

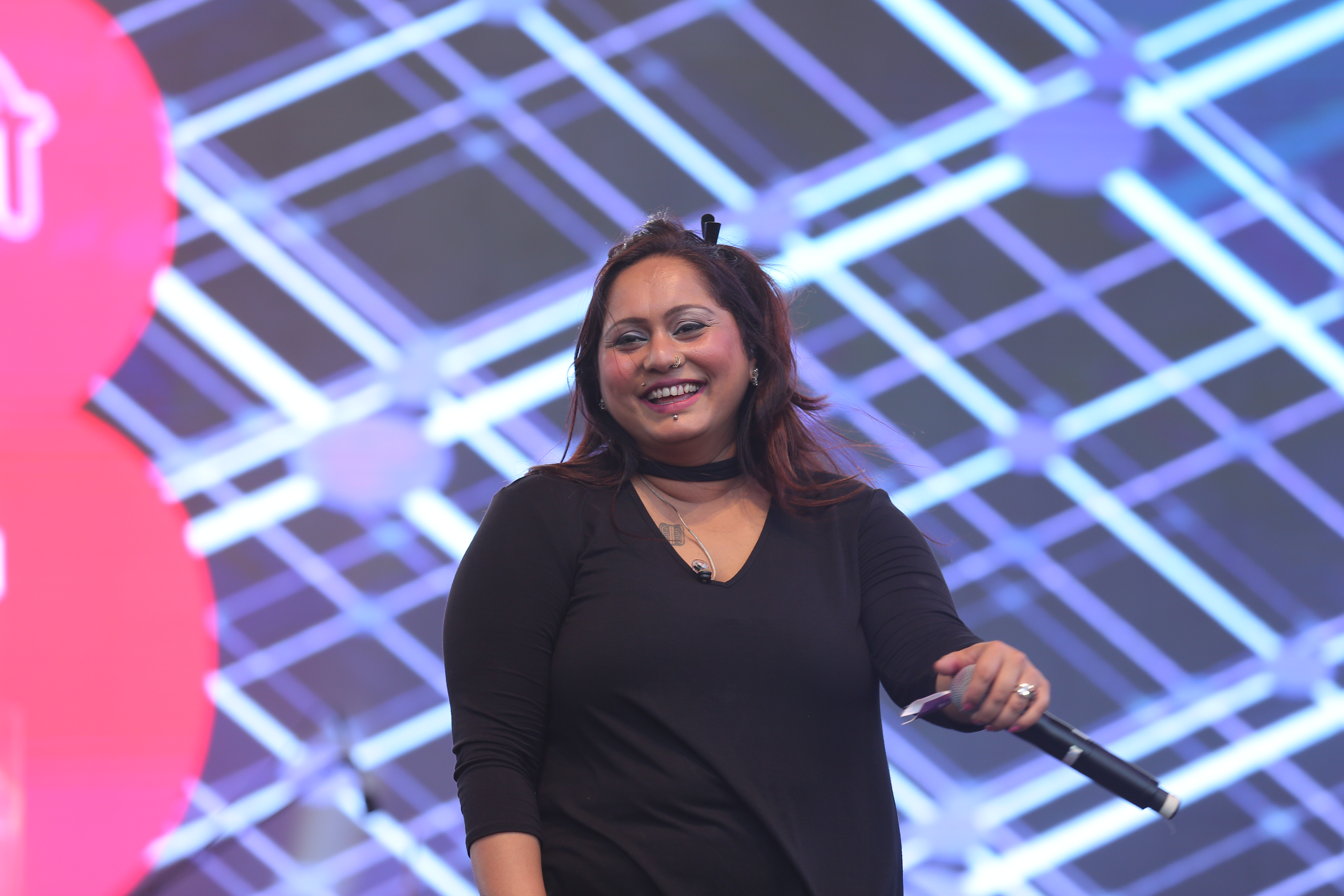

Shefali Alvares (n. 10 de diciembre de 1983) es una cantante de playback india, de ascendencia portuguesa.

## Biografía
Shefali nació en el seno de una familia de músicos. Ella es hija del legendario cantante de música jazz Joe Alvares. Realizó sus estudios en el "Holy Cross Convent High School" en Thane, después realizó sus estudios universitarios en el "St.Xaviers College" en Mumbai.

## Filmografía
| Año  | Película                  | Canción                                  | Idioma | Composición                 |
| ---- | ------------------------- | ---------------------------------------- | ------ | --------------------------- |
| 2010 | Saleem (film)             | O mama miya                              | Telugu | Sandeep Chowta              |
| 2011 | Kucch Luv Jaisaa          | Thoda Sa Pyaar (Madhu’s Search for Love) | Hindi  | Pritam                      |
| 2011 | Mujhse Fraaandship Karoge | Baatein Shuru                            | Hindi  | Raghu Dixit                 |
| 2011 | Always Kabhi Kabhi        | Better Not Mess With Me (Club Mix)       | Hindi  | Pritam                      |
| 2011 | Desi Boyz                 | Subha Hone Na De                         | Hindi  | Pritam                      |
| 2012 | Ek Main Aur Ekk Tu        | Ek Main Aur Ekk Tu                       | Hindi  | Amit Trivedi                |
| 2012 | Agent Vinod               | Steal the Night (I'll Do the Talking)    | Hindi  | Pritam                      |
| 2012 | Cocktail                  | Tera Naam Japti Phiran                   | Hindi  | Pritam                      |
| 2012 | Student of the Year       | Ratta Maar                               | Hindi  | Vishal-Shekhar              |
| 2012 | Naayak                    | Kathi Lanti Pilla                        | Telugu | S. Thaman                   |
| 2013 | Race 2                    | Party On My Mind                         | Hindi  | Pritam                      |
| 2013 | Baadshah                  | Baadshah Title Song                      | Telugu | S. Thaman                   |
| 2013 | Swamy Ra Ra               | Life Ante                                | Telugu | Sunny M.R                   |
| 2013 | Yeh jawaani hai deewani   | Badtameez dil                            | Hindi  | Pritam                      |
| 2013 | Aatma                     | Jee Le Jyada                             | Hindi  | Sangeet & Sidharth Haldipur |
| 2013 | Phata Poster Nikla Hero   | Hey Mr. DJ                               | Hindi  | Pritam                      |
| 2013 | Phata Poster Nikla Hero   | Dhating Naach                            | Hindi  | Pritam                      |
| 2014 | Mr Joe B. Carvalho        | Chumma chatti                            | Hindi  | Amartya Rahut               |
| 2014 | Yaariyan                  | ABCD                                     | Hindi  | Pritam                      |
| 2014 | Queen                     | O Gujariya                               | Hindi  | Amit Trivedi                |